# Граница тени
Граница тени (англ. The Shadow Line) — британский сериал, снятый режиссёром Хьюго Бликом.

## Сюжет
В сериале рассказывается о расследовании убийства, которое проводится двумя противоборствующими сторонами — полицией и преступниками, и противопоставляются методы, которые они при этом применяют. При этом внимание сфокусировано на реальной границе — человеческих качествах каждого персонажа, и насколько легко он может её преступить. В первой серии детектив Габриэль возвращается на работу после ранения во время операции под прикрытием. Его напарник погиб, а сам Габриэль страдает от амнезии, вызванной застрявшей в его голове пулей. Он возглавляет расследование убийства наркобарона Харви Раттена, стараясь опередить людей, находящихся по другую сторону — торговцев наркотиками, которые хотят разыскать убийцу своего босса.

## В ролях
- Чиветел Эджиофор — Jonah Gabriel
- Кристофер Экклстон — Joseph Bede
- Кирстон Уэринг — Lia Honey
- Ричард Линтерн — Patterson
- Малкольм Сторри — Maurice Crace
- Рейф Сполл — Jay Wratten
- Лесли Шарп — Julie Bede
- Дэвид Скофилд — Sergeant Foley
- Стивен Ри — Gatehouse
- Тобайас Мензис — журналист Росс Маговерн